# Euproctis asteroides
Euproctis asteroides är en fjärilsart som beskrevs av Collenette 1938. Euproctis asteroides ingår i släktet Euproctis och familjen tofsspinnare. Inga underarter finns listade i Catalogue of Life.